# Michael Heizer
Michael Heizer (Berkeley (Californië), 4 november 1944) is een Amerikaanse landschapskunstenaar die gespecialiseerd is in grootschalige en locatiespecifieke sculpturen. Door grotendeels buiten de grenzen van de traditionele kunstruimten van galerijen en musea te werken, heeft Heizer de beeldhouwkunst opnieuw gedefinieerd in termen van grootte, massa, gebaar en proces. Als pionier van de 20e-eeuwse landart- of grondwerkenbeweging kreeg hij algemene erkenning voor sculpturen en omgevingsstructuren gemaakt met grondverzetmachines, die hij in 1967 begon te maken in het Amerikaanse Westen. Hij woont en werkt sindsdien in Hiko (Nevada) en New York.

## Werk
Heizer kreeg zijn opleiding aan het San Francisco Art Institute. Hij begon zijn artistieke carrière in 1966 in New York met een reeks geometrische doeken beschilderd met PVA-latex. De schilderijen die zouden volgen, gekenmerkt door niet-traditioneel gevormde doeken, tonen Heizers vroege verkenning van positieve en negatieve vormen; zulke harmonieën van aanwezigheid en afwezigheid, materie en ruimte, zijn essentieel voor zijn kunst. In Trapezoid Painting (1966) en Track Painting (1967) benadrukt hij de omtrek van ruwe doeken door ze zwart te schilderen, terwijl de witte interieurs als negatieve ruimtes worden ervaren. Deze 'verdringingsschilderijen' met harde randen lopen parallel met de immense geometrieën die hij bereikt bij het verplaatsen van de aarde. De leisteengrijze contouren van U Painting (1975), anticiperen bijvoorbeeld op de vormen van de depressies en hoekige heuvels die verschijnen in zijn komende project City. 
In de late jaren 1960 verliet Heizer New York voor de woestijnen van Californië en Nevada, waar hij begon met het maken van zijn eerste "negatieve" sculpturen. Deze werken werden gemaakt door aarde te verwijderen om ondergrondse negatieve vormen rechtstreeks in de woestijnbodem te vormen. Zijn in 1967 voltooide Noord, Oost, Zuid, West, bestond uit verschillende geometrisch gevormde gaten gegraven in de Sierra Nevada. Het jaar daarop voltooide Heizer Nine Nevada Depressions, een reeks grote negatieve sculpturen die voornamelijk op droge meren in de staat zijn geplaatst, waaronder Jean Dry Lake, Black Rock Desert en Massacre Dry Lake, in de buurt van Vya (Nevada). In 1969 maakte Heizer de serie Primitive Dye Paintings, waarin wit limoenpoeder en geconcentreerde anilinekleurstoffen werden verspreid over het droge woestijnlandschap, grote gebieden bestrijkend die, gezien vanuit de lucht, amorfe, organische vormen vormden. Het hoogtepunt van deze vroege periode was de oprichting van Double Negative in 1969, een project waarvoor hij 240.000 ton steen in de woestijn van Nevada verplaatste, waarbij hij twee enorme greppels hakte -elk 50 voet diep en 30 voet breed en samen beslaan ze 1.500 voet- aan de oostelijke rand van Mormon Mesa in de buurt van Overton (Nevada).

Heizer heeft sindsdien zijn verkenning van de dynamiek tussen positieve vormen en negatieve ruimte voortgezet. Zijn Adjacent, Against, Upon (1976) plaatst drie grote granieten platen in verschillende verhoudingen naast elkaar om concrete vormen te gieten; de granieten platen van 30-50 ton werden gewonnen in de Cascade Mountain Range en werden per binnenschip en trein naar Myrtle Edwards Park vervoerd. Voor Displaced/Replaced Mass (1969/1977), later geplaatst buiten de Marina del Rey (Californië), de thuisbasis van Roy en Carol Doumani, plaatste hij vier granieten rotsblokken van verschillende grootte uit de High Sierrain dekselloze betonnen dozen in de aarde, zodat de toppen van de rotsen ongeveer gelijk waren met de grond. Voor een werk in 1982 in het voormalige IBM-gebouw in New York, sneed Heizer de bovenkant van een grote rots af en sneed groeven in het oppervlak voordat hij deze op steunen plaatste die verborgen waren in een roestvrijstalen structuur. Ontworpen als een fontein, lijkt de kei te zweven boven stromend water. Hij noemde het Levitated Mass, een titel die hij in de toekomst vaker zou gebruiken. In opdracht van de president van de Ottawa Silica Company, bestaat het beeltenis Tumuligrondwerk in Illinois uit vijf abstracte dierlijke grondwerken die de plaats van een verlaten oppervlakte kolenmijn langs de rivier de Illinois; de vormen (1983-1985)- een kikker, een schaatsenrijder, een meerval, een schildpad en een slang- weerspiegelen de omgeving van de site, die uitkijkt over de rivier.

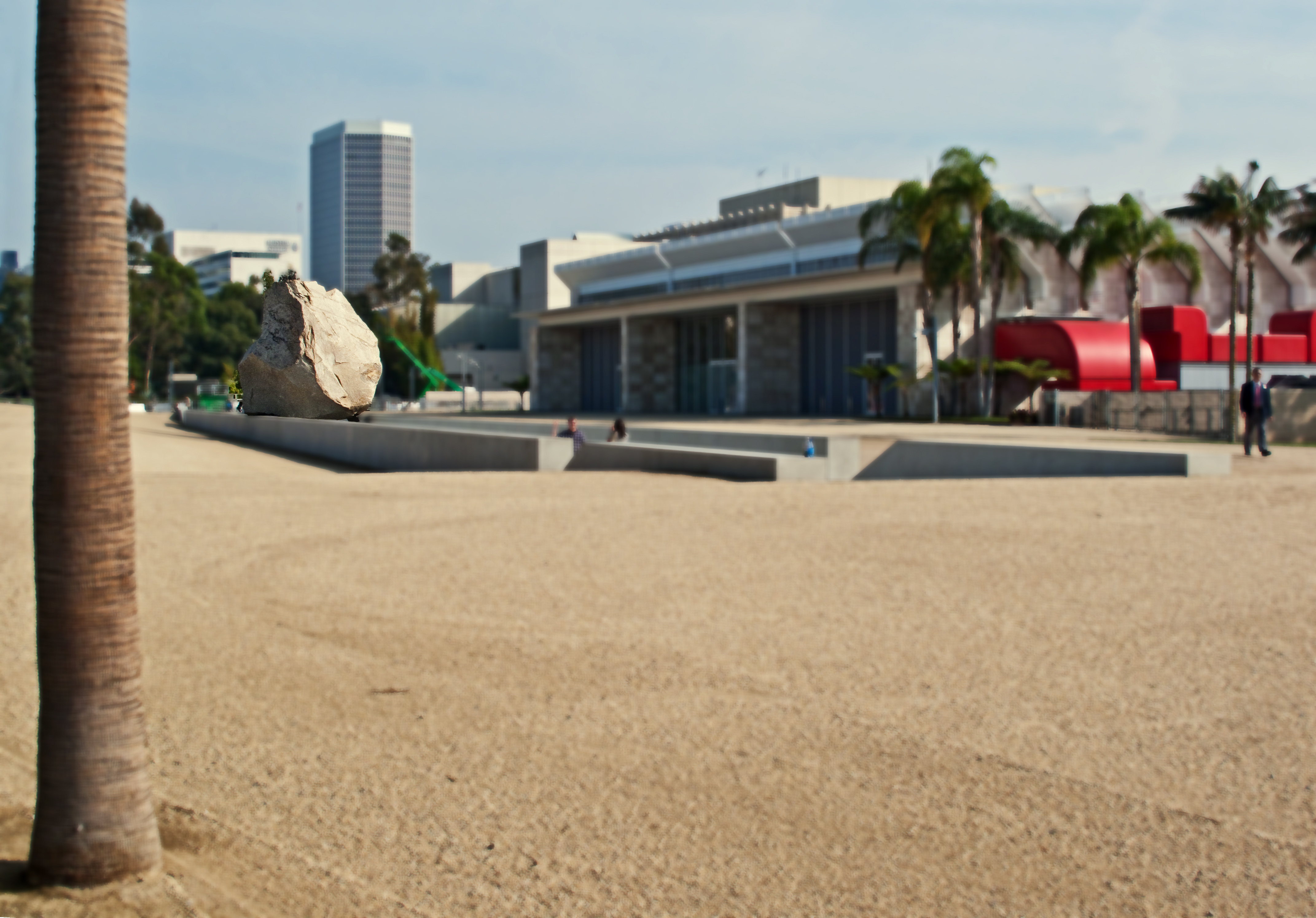
Levitated Mass

In 2012 voltooide Heizer Levitated Mass (2012). Op permanente installatie in het Los Angeles Museum of Contemporary Art, is Levitated Mass een enorme witte, diorietkei (21,5 voet breed en 21,5 voet hoog) die bovenop een 456 voet lange hellende loopbrug zit, waardoor kijkers het gewicht van de rots kunnen ervaren terwijl ze door de lege ruimte beneden lopen. Het duurde elf nachten, van 28 februari tot 10 maart 2012, om de rots van 340 ton van de Jurupa-vallei naar het museum te verplaatsen. De installatie bevindt zich in een veld van gepolijste betonschijven, onder een kleine hoek tussen het Resnick Pavilion en Sixth Street. Heizer opende de tentoonstelling op 24 juni 2012. Een documentaire, ook Levitated Mass genoemd, werd geregisseerd en gemonteerd door de filmmaker Doug Pray. Het beschrijft het maken van het beeldhouwwerk in relatie tot Heizers carrière, terwijl het de 175 mijl lange reis van het rotsblok door Los Angeles en de reactie van het publiek op de installatie uitbeeldt. Andere recente openbare kunstwerken van Michael Heizer zijn onder meer Tangential Circular Negative Line in Mauvoisin (Zwitserland), in opdracht van Fondation Air&Art geregisseerd door Jean Maurice Varone, evenals Collapse (1967/2016) en Compression Line (1968/2016) in Glenstone, Potomac, Maryland.
In de vroege jaren zeventig begon Heizer te werken aan City, een enorm complex in de landelijke woestijn van Lincoln County (Nevada). Het project heeft een afmeting van 800 meter breed en 2,4 kilometer lang. Het werk heet het uiterlijk van een verdwenen beschaving. Heizer liet zich dan ook inspireren door de Mayastad Chichén Itzá. Zijn werk aan het project gaat tot op de dag van vandaag door, ondersteund door de Dia Art Foundation via een subsidie van de Lannan Foundation. De stad is vanaf 2 september 2022 toegankelijk voor het publiek. 

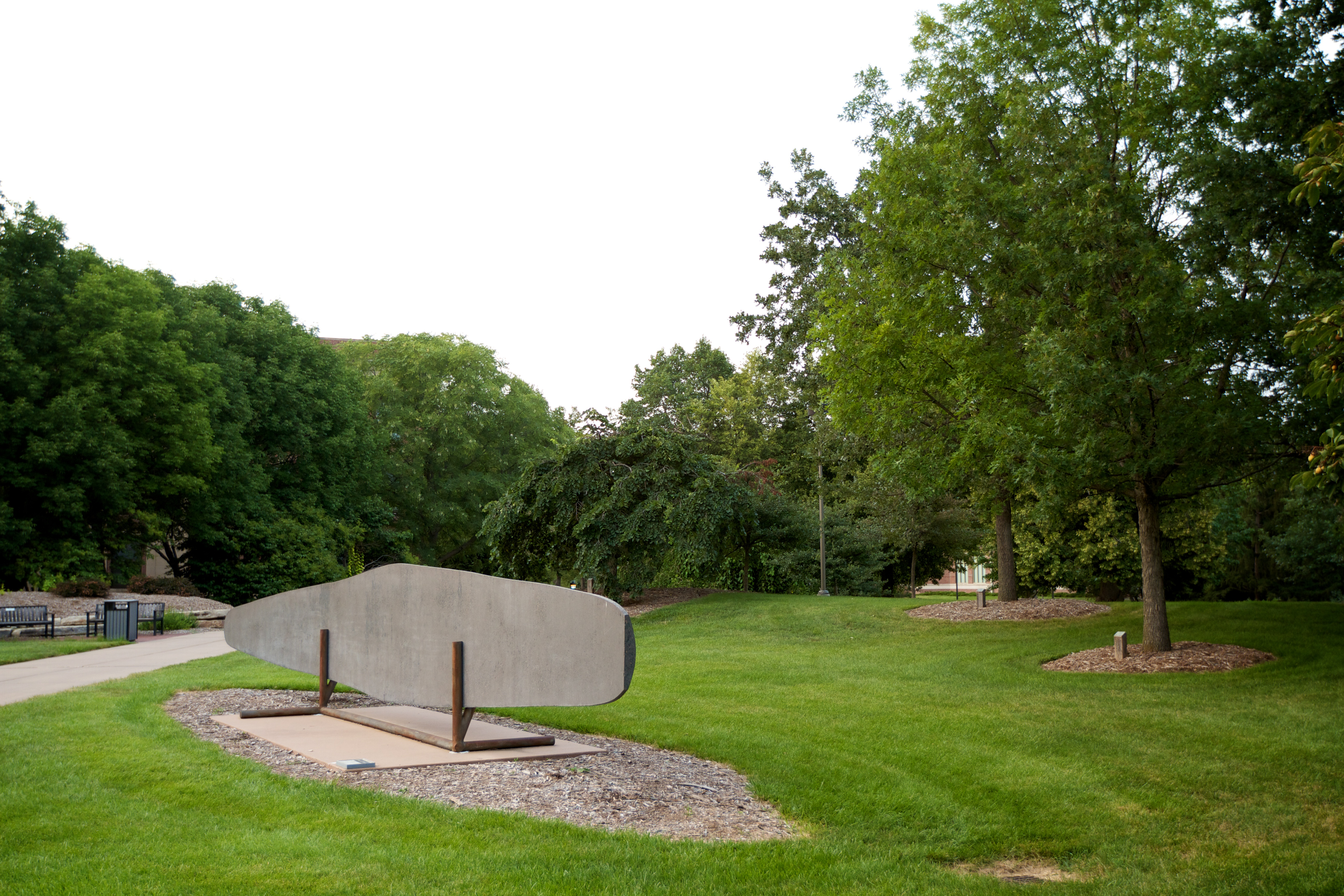
Prismatic Flake Geometric

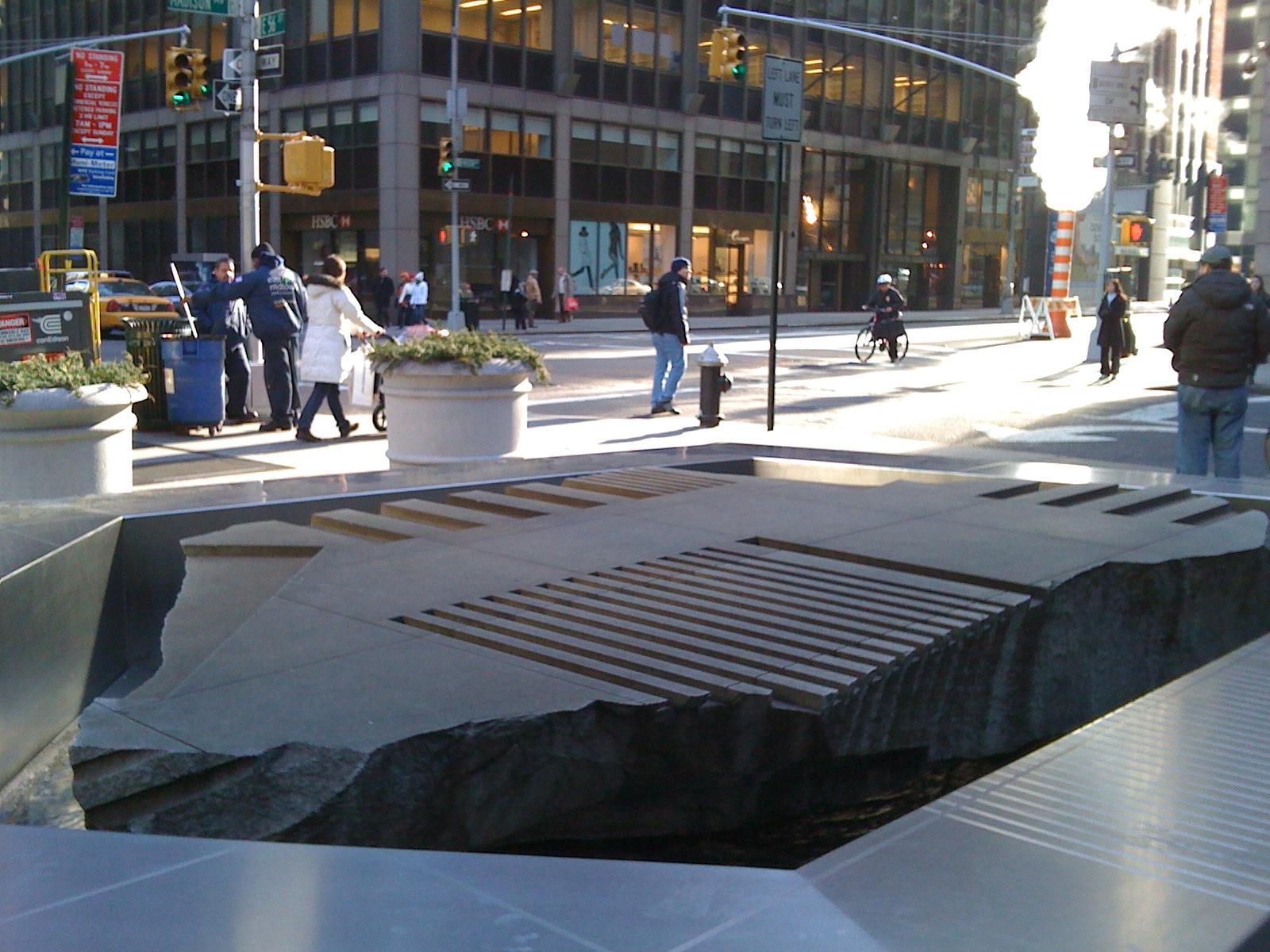
Levitated Mass

Er werd een campagne gehouden om het Basin and Range-gebied rond City aan te wijzen als nationaal monument om het te beschermen tegen ontwikkeling. Een groep Amerikaanse musea, waaronder het Los Angeles County Museum of Art (LACMA), het Museum of Modern Art, de Institute of Contemporary Art, Boston en het Walker Art Center, hebben zich verenigd om de publieke aandacht te vestigen op een petitie waarin wordt aangedrongen op behoud van het gebied. In juli 2015 ondertekende president Barack Obama een proclamatie (gebruikmakend van zijn bevoegdheid uit de Antiquities Act van 1906) tot oprichting van het Basin and Range National Monument op 704.000 acres in de provincies Lincoln en Nye, een gebied met inbegrip van Heizer's City. 
De kunstwerken van Heizer zijn wereldwijd vertegenwoordigd in museumcollecties en openbare ruimtes.

## Grote opdrachten
- Tangential Circular Negative Line (2012), Mauvoisin, Zwitserland, een commissie van de Air & Art Foundation onder leiding van Jean Maurice Varone
- Levitated Mass (2012), Resnick Pavilion North Lawn bij LACMA (Los Angeles)
- Effigy Tumuli (1985), Buffalo State Park, Ottawa (Illinois)
- 45 Degrees, 90 Degrees, 180 Degrees (1984), Rice University (Houston)
- Levitated Mass (1982), 590 Madison Avenue, New York. EJM Equities Collection, New York
- North, East, South, West (1982), 5th en Flower Streets, Los Angeles

## Andere werken
- Geïsoleerde Mass / Circumflex (# 2) (1968-1972), Negen Nevada Depressies, Menil Collection (Houston)
- Rift # 1 (1968-1972; verslechterd), Nine Nevada Depressions, Massacre Dry Lake (Nevada)
- Windows and Matchdrops (1969), zeven kleine rillen in de vloer voor de ingang van Kunsthalle Düsseldorf, Duitsland
- Displaced/Replaced 1, 2 & 3 (1969), Silver Springs (Nevada). Niet meer aanwezig.
- Double Negative (1969-1970), gelegen in de buurt van Overton (Nevada)
- Dragged Mass (1971), Detroit Institute of Arts, Detroit
- City (1972, voltooid 2022), Lincoln County (Nevada)
- Adjacent, Against, Upon (1976), Myrtle Edwards Park (Seattle)
- This Equals That (1980; verwijderd), Michigan State Capitol Complex, Lansing (Michigan)
- North, East, South, West (1967/2002), Dia Art Foundation, Beacon, New York

## Tentoonstellingen
In 1968 werd Heizer opgenomen in Earth Works, de invloedrijke groepstentoonstelling in de galerij van Virginia Dwan, en vervolgens in het jaarlijkse schilderij van het Whitney Museum in 1969, waar zijn bijdrage een enorme foto was van een verfschilderij in de woestijn. Voor zijn eerste eenmansshow, in de Galerie Heiner Friedrich, München in 1969, verwijderde hij 1.000 ton aarde in een conische vorm om De depressie van München te creëren. In 1977 werd hij opgenomen in documenta 6, Kassel. Grote tentoonstellingen van zijn werk waren te zien in instellingen zoals het Museum Folkwang, Essen (1979), het Museum of Contemporary Art, Los Angeles (1984) en Fondazione Prada, Milaan (1996). Recente galerietentoonstellingen zijn gehouden in Gagosian Gallery. 

## Solotentoonstellingen (selectie)
- 1971 Michael Heizer: Photographic and Actual Work. Detroit Institute of Arts, Detroit
- 1979 Michael Heizer. Museum Folkwang , Essen. Reisde naar Rijksmuseum Kröller-Muller, Otterlo, Nederland.
- 1984 In Context: Michael Heizer: 45°, 90°, 180°/Geometric Extraction. Museum voor Hedendaagse Kunst, Los Angeles
- 1985  45°, 90°, 180°: een sculptuur voor Rice University. Libbie Rice Farish Gallery van de School of Architecture, Rice University, Houston
- 1985 Michael Heizer: Dragged Mass geometric, Whitney Museum of American Art, New York
- 1988 Michael Heizer: New Sculptures. Akira Ikeda Gallery, Tokio
- 1996 Michael Heizer: Negative – Positive +  Fondazione Prada, Milaan
- 2010 Michael Heizer: Works from the 1960s and 70s. David Zwirner, New York
- 2012 Michael Heizer: Actual Size. Los Angeles County Museum of Art, Los Angeles
- 2015 Michael Heizer: Altars. Gagosian Gallery, New York
- 2016 Michael Heizer. Whitney Museum of American Art, New York
- 2018 Le Bourget, Parijs

## Groepstentoonstellingen (selectie)
- 1966 The Annual Invitational Exhibition. Park Place Gallery, New York
- 1968 Earthworks Dwan Gallery, New York
- 1968 Annual Exhibition: Contemporary American Sculpture. Whitney Museum of American Art , New York
- 1969 New Media: New Methods, Montclair Art Museum, Montclair, NJ; Georganiseerd door Museum of Modern Art, New York.
- 1969 Op Losse Schroeven: Situaties en Cryptostructuren (Square pegs in round Holes) (Vierkante pinnen in ronde gaten). Stedelijk Museum, Amsterdam. Afgereisd naar: Verborge Strukturen. Museum Folkwang, Essen.
- 1969 Live in Your Head: When Attitudes Become Form. Kunsthalle Bern, Bern, Zwitserland. Gereisd naar: Museum Haus Lange, Krefield, West-Duitsland; Instituut voor Hedendaagse Kunst, Londen.
- 1969 Land Art: Long, Flanagan, Oppenheim, Smithson, Boezem, Dibbets, De Maria, Heizer. Fernsehgalerie Gerry Schum, Berlijn. Uitgezonden op 15 april 1969.
- 1969 Annual Exhibition: Contemporary American Painting. Whitney Museum of American Art, New York
- 1970 XXXV Esposizione internazionale d'arte di Venezia. Venetië
- 1970 Information. Museum voor Moderne Kunst, New York
- 1971 Annual Exhibition: Contemporary American Painting. Solomon R. Guggenheim Museum, New York
- 1971 VII Biënnale. Parc Floral de Paris, Parijs
- 1973 American Drawings 1963-73.. Whitney Museum of American Art, New York
- 1976 Drawing Now. museum of Modern Art
- 1977 Biënnal Exhibition tentoonstelling. Whitney Museum of American Art, New York
- 1977 Documenta 6. Museum Friedericianum, Kassel, Duitsland.
- 1980 L'Amérique aux Indépendants, 1944-1980 : 91ème Exposition, Société des Artistes Indépendants. Grand Palais, Parijs, Frankrijk.
- 1984 Collectie Becht. De verzameling Agnes en Frits Becht. Stedelijk Museum, Amsterdam, Nederland.
- 1986 Individuals: A Selected History of Contemporary Art, 1945–1986. Museum voor Hedendaagse Kunst, Los Angeles, CA.
- 1987 American Drawing and Watercolors of the Twentieth Century. Selection from the Whitney Museum of American Art. National Gallery of Art, Washington, DC; reisde naar het Cleveland Museum of Art, Cleveland, OH.; Achenbach Foundation, Californië Paleis van het Legioen van Eer, San Francisco, CA; Arkansas Arts Center, Little Rock, AR; Whitney Museum of American Art, Stamford, CT.
- 1987 Photography and Art: Interactions since 1946. Los Angeles County Museum of Art, Los Angeles, CA; reisde naar het Museum van Fort Lauderdale, Fort Lauderdale,
- 1988 Vital Signs: Organic Abstraction from the Permanent Collection. Whitney Museum voor Amerikaanse kunst. New York
- 1989 20 Jahre Internationale Kunstmesse Basel. Galerie Hans Mayer, Düsseldorf, Duitsland.
- 1990 Pharmakon '90. Nippon Convention Center, Makuhari Messe, Tokio, Japan.
- 1997 47th International Art Exhibition - La Biennale di Venezia. Venetië, Italië
- 2009 Photoconceptualism, 1966–1973. Whitney Museum of American Art, New York
- 2010 The Original Copy: Photography of Sculpture, 1839 to Today. Het Museum voor Moderne Kunst, New York; reisde naar Kunsthaus Zürich, Zürich, Zwitserland.
- 2013 When Attitudes Become Form: Bern 1969/Venice 2013. Ca' Corner della Regina, Fondazione Prada, Venetië